# Atal Olimpijska
Ten artykuł dotyczy przyszłego wydarzenia. Informacje w nim zawarte mogą się zmienić wraz z pojawieniem się nowych faktów, a początkowe doniesienia mogą być niepewne. Ostatnie aktualizacje tego artykułu mogą nie odzwierciedlać najbardziej aktualnych informacji.
Atal Olimpijska – kompleks trzech apartamentowców w Katowicach, położony przy ulicy Olimpijskiej, na obszarze dzielnicy Bogucice, będący w budowie od grudnia 2021 roku.
Został on opracowany przez zespół Wojciecha Wojciechowskiego, a składać się ma z dwóch 60-metrowych wieżowców oraz jednego 128-metrowego, który w momencie ukończenia ma być najwyższym budynkiem mieszkalnym w województwie śląskim. Inwestorem kompleksu jest cieszyńska spółka Atal.

## Lokalizacja
Kompleks wieżowców Atal Olimpijska położony w ścisłym centrum Katowic, przy ulicy Olimpijskiej 9, 9a i 9b, na terenie dzielnicy Bogucice, w sąsiedztwie katowickiej Strefy Kultury. Dojazd do autostrady A4 samochodem do kompleksu zajmuje średnio 15 minut.
W pobliżu osiedla Atal Olimpijska położony jest przystanek autobusowy i tramwajowy ZTM Katowice Rondo, a także stacja wypożyczalni rowerów miejskich Metrorower nr 27704.

## Historia

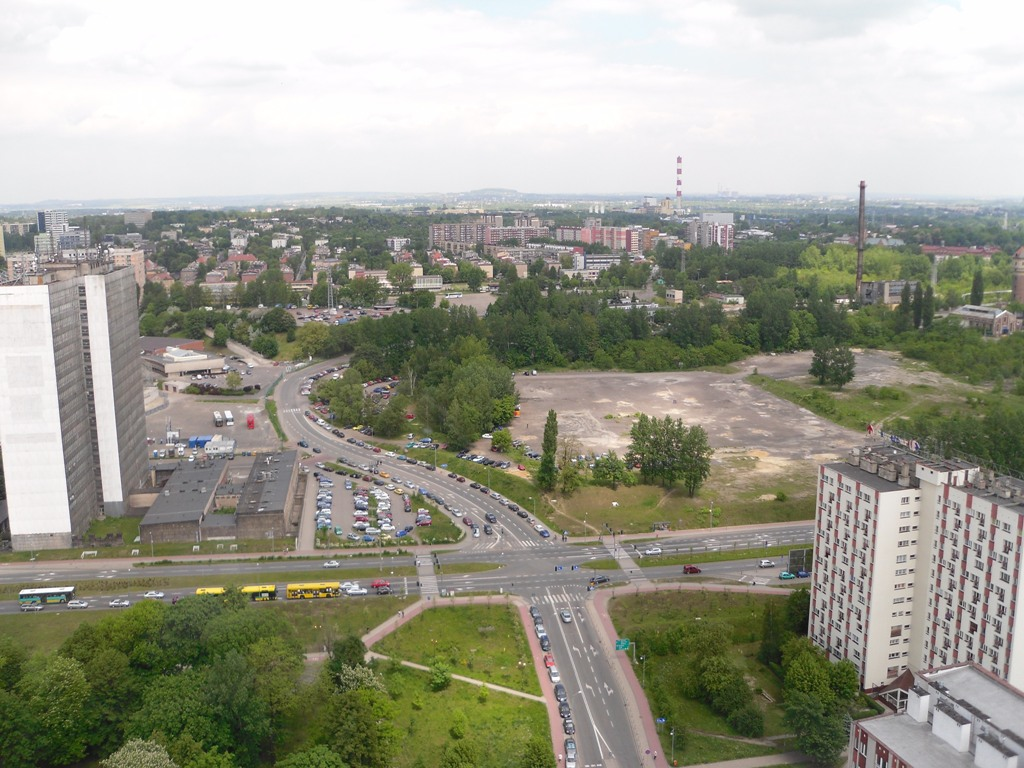
Obszar późniejszego kompleksu Atal Olimpijska w maju 2011 roku

Początki budowy kompleksu wieżowców Atal Olimpijska sięgają połowy 2021 roku. W tym czasie cieszyńska spółka Atal złożyła 23 czerwca 2021 roku do Urzędu Miasta Katowice wniosek o wydanie pozwolenia na budowę zespołu budynków apartamentowych wielorodzinnych na działce po parkingu przy ulicy Olimpijskiej. Budowa rozpoczęła się 3 grudnia 2021 roku. Teren został ogrodzony i rozpoczęły się prace ziemne.
28 czerwca 2022 roku Atal zaprezentował opinii publicznej wizualizację wznoszonych budynków, a także rozpoczęła się sprzedaż apartamentów. Dla samego zaś dewelopera inwestycja ta miała wówczas być najważniejszym projektem deweloperski w historii firmy. W ciągu niecałego miesiąca od rozpoczęcia sprzedaży lokali sprzedano lub zarezerwowano ponad 100 apartamentów, w większości tych największych i najdroższych.
Pod koniec listopada 2022 roku konstrukcja najwyższej wieży sięgała piątej kondygnacji, a prace konstrukcyjne odbywały się w systemie szalunku samowznoszącego. Na niższych kondygnacjach wieżowca prowadzono prace murarskie i instalacyjne, a w tym czasie poziomu terenu sięgał budynek A, w którym kończono prace konstrukcyjne części podziemnej. W tym okresie zakładano stawianie średnio trzech kondygnacji miesięcznie.
W połowie listopada 2023 roku budynek B osiągnął swoją wysokość konstrukcyjną i z tej okazji zawisła na nim wiecha. Kolejne roboty w wysokościowcu skoncentrowano na pracach instalacyjnych, przy wykończeniu wnętrz poszczególnych kondygnacji, a także montażu stolarki okiennej i okładzin elewacyjnych. Do połowy października 2024 roku sprzedano bądź zarezerwowano w nim 235 mieszkań. W tym czasie trwały prace nad montażem albuminowych elementów elewacji, a także tafli szkła. Budynki A i C osiągnęły już swoje wysokości konstrukcyjne, a wewnątrz trwały prace instalacyjno-wykończeniowe.
W połowie lutego 2025 roku trwały już zaawansowane prace wykończeniowe. Elewacja najwyższej części kompleksu była wówczas niemal w całości pokryta szklaną elewacją, a także budynek A był już od zewnątrz prawie gotowy. Budynek C w tym czasie był jeszcze w całości objęty rusztowaniami. W sprzedaży pozostawało wówczas blisko 480 mieszkań.
Zakończenie budowy budynku B planowane jest na II kwartał 2025 roku, a budynków A i C na III kwartał 2025 roku.

## Architektura

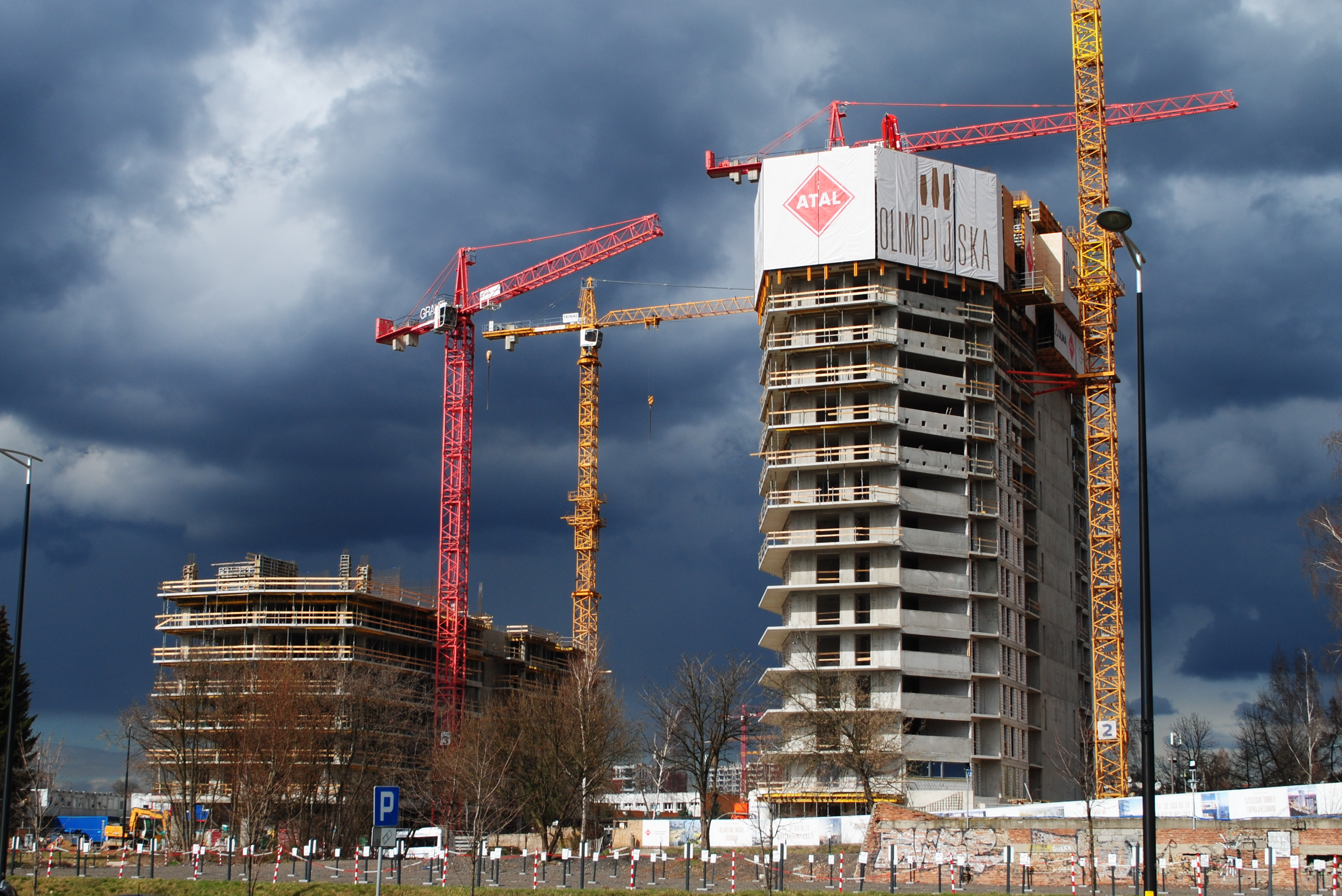
Atal Olimpijska w marcu 2023 roku

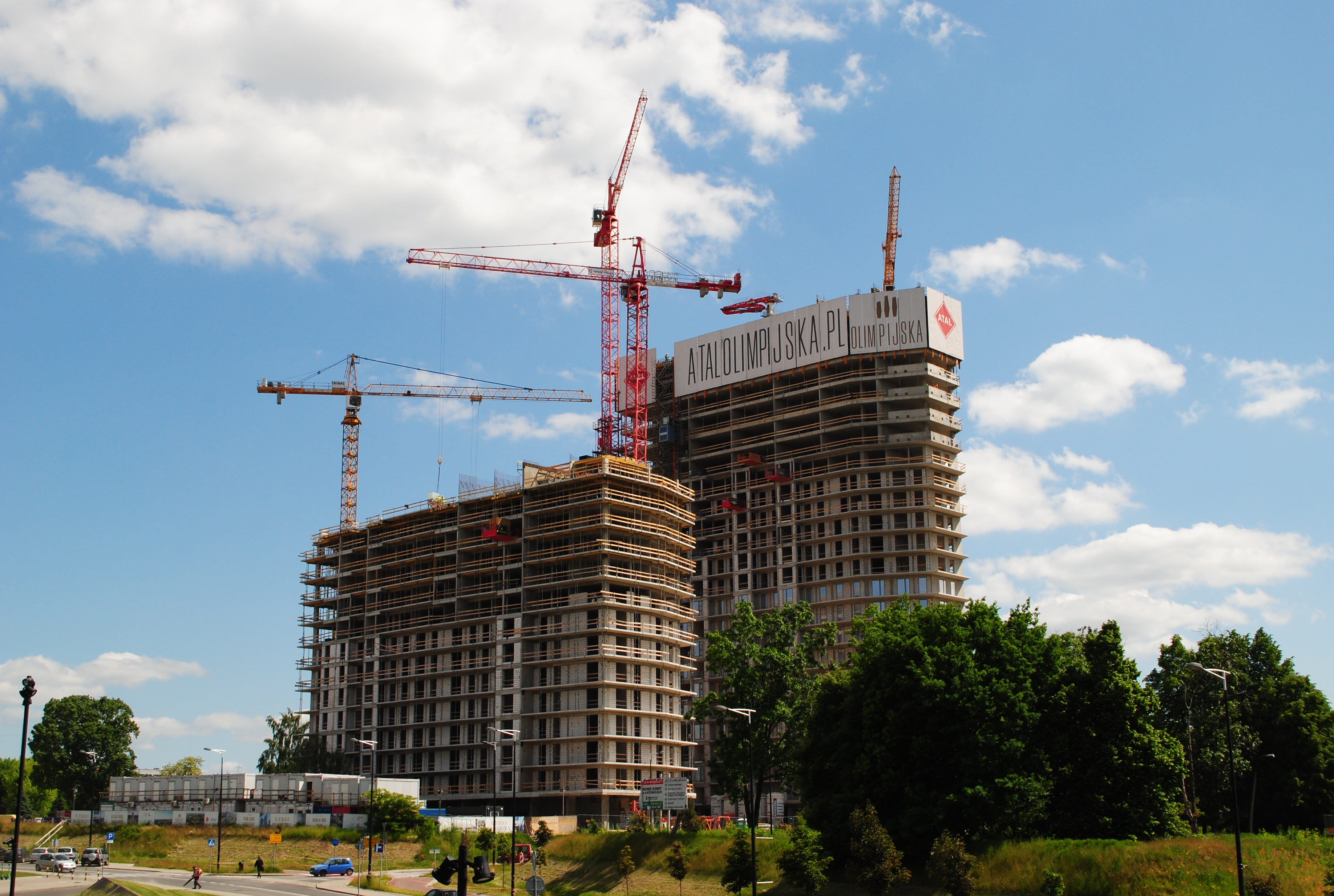
Atal Olimpijska widziany od strony Międzynarodowego Centrum Kongresowego w Katowicach w czerwcu 2023 roku

Atal Olimpijska to kompleks trzech apartamentowców z 710 mieszkaniami 1-4 pokojowymi (w tym 87 jednopokojowych, 221 dwupokojowych, 263 trzypokojowych, 123 czteropokojowe i 16 modułowych) o metrażach 25,19–311,14 m².
Kompleks ten tworzy trzy budynki, w tym A i C, które mają mieć po 18 kondygnacji nadziemnych, a ich wysokość ma sięgać 60 m. Pomiędzy nimi ma znajdować się budynek B, który ma mieć 36 kondygnacji nadziemnych i 128,66 m wysokości, a w chwili ukończenia ma być najwyższym budynkiem mieszkalnym w województwie śląskim. Budynki powstają w układzie północ-południe, na konstrukcji żelbetowej. Zaprojektowano w nim 214 mieszkań i 6 lokali użytkowych. Łączna powierzchnia użytkowa kompleksu Atal Olimpijska ma wynosić 47 108,37 m² a kubatura 337 912,36 m³.
Projekt architektoniczny kompleksu opracowano w pracowni Wojciecha Wojciechowskiego, który jest głównym architektem Atal Olimpijskiej. Projektowanie wieżowców trwało dwa lata, a w jego udziale brało łącznie 65 inżynierów i 11 architektów. Architekci zaprojektowali na elewacji wieżowców szklane balustrady, tynk z dodatkiem miki oraz elementy aluminiowe. Projekt kompleksu przewiduje użycie materiałów wysokiej jakości, w tym m.in. płyt systemowych i ażurowych Stacbond. Przewidziano także specjalną iluminację świetlną kompleksu. Na parterze każdego z budynków kompleksu Atal Olimpijska przewidziano łącznie 17 lokali usługowo-handlowych na powierzchni 1,7 tys. m².
Kompleks ma posiadać 706 miejsc parkingowych na parkingach nadziemnych i podziemnych, 214 komórek lokatorskich oraz rowerownię. Parking podziemny w zależności od miejsca będzie mieć 2 lub 3 poziomy, zaś na parkingu nadziemnym ma znajdować się stacja ładowania pojazdów elektrycznych. Wokół wieżowców zaprojektowano tereny zielone, małą architekturę, miejsca wypoczynkowe oraz ścieżki piesze i rowerowe.
Na parterze budynku ma znaleźć się recepcja, a na dachu najwyższego wieżowca zaprojektowano taras widokowy dostępny dla wszystkich mieszkańców, zabezpieczony trzymetrowymi taflami szkła. Ma być podzielony na trzy strefy: spotkań i pracy, odpoczynku i relaksu oraz punktu obserwacyjno-widokowego. Apartamenty mają posiadać loggie oraz panoramiczne przeszklenia. Mają być wyposażone w rozwiązania smart house, klimatyzację i rekuperację.
Inwestorem kompleksu jest cieszyńska spółka Atal.